# ليزا فرانك
ليزا فرانك (بالإنجليزية: Lisa Frank)‏ هي سيدة أعمال وفنانة أمريكية، ولدت في 1955.